# Dois na bossa número 2
Dois na bossa número 2 (noto anche come Dois na bossa n°2) è un album di Elis Regina e Jair Rodrigues, pubblicato nel 1966 dalla Philips (LP P 632.792 L). Fu registrato dal vivo al Teatro Record, a San Paolo, per lo spettacolo televisivo O fino da bossa.

## Il disco
Dois na bossa número 2 è il secondo di una serie di 3 album realizzati da Elis Regina in coppia con il cantante di samba Jair Rodrigues tra il 1965 e il 1967.
Registrato dal vivo per uno spettacolo televisivo animato dalla coppia, il disco segue il travolgente successo del precedente Dois na bossa che ha lanciato nell'olimpo della musica brasiliana la giovanissima (allora non ancora ventenne) "Pimentinha".
Come nel primo disco, caratteristica peculiare è la partecipazione caldissima del pubblico e l'energia che la coppia di giovani cantanti riesce a trasmettere.
Il disco inizia, come il precedente, con un medley di brani samba tradizionali o moderni, per poi spaziare nell'immenso repertorio della musica popolare brasiliana con canzoni trascinanti e piene di energia. Durante lo show televisivo, il più seguito del suo periodo, Elis e Jair lanciarono canzoni di molti nuovi autori oltre che pezzi di autori tra quelli già affermati: Gilberto Gil e Chico Buarque esordirono come autori proprio in spettacoli televisivi come questo tra il 1964 e il 1968.
Elis e Jair furono accompagnati nell'edizione del 1966 di O fino da bossa dal Luiz Loy Quinteto e dal Bossa Jazz Trio, formazioni efficaci quanto il Jongo Trio del precedente Dois na bossa.
Questo disco lanciò quello che fu uno dei cavalli di battaglia di Elis Regina, la bellissima Upa Neguinho di Edu Lobo che, uscita come singolo, superò il successo di Arrastão (uscita l'anno precedente).
Elis dimostra tutto il suo esplosivo talento interpretando Canto de Ossanha, una delle canzoni più particolari e caratteristiche della rivoluzionaria bossa nova di Vinícius de Moraes e Baden Powell.
Notevoli sono anche gli omaggi di Jair Rodrigues al nord-est brasiliano (São Salvador, Bahia), alla canzone brasiliana (Tristeza di Haroldo Lobo) e al samba delle scuole di ballo di Rio de Janeiro (Santuário do morro).

## Tracce
1. Pot-pourri - 5:03
  - Introdução
  - Samba de mudar (Geraldo Vandré)
  - Não me diga adeus (Paquito-L.Soberano-J.C.da Silva)
  - Volta por cima (Paulo Vanzolini)
  - O neguinho e a senhorita (Noel Rosa de Oliveira-A. da Silva)
  - E daí? (Miguel Gustavo)
  - Samba de mudar (Geraldo Vandré)
  - Enquanto a tristeza não vem (Sergio Ricardo)
  - Carnaval (D.Ferreira-A.Alves)
  - Na ginga do samba (Ataulfo Alves)
  - Guarda a sandália dela (Sereno-G.Mathias)
  - Samba de mudar (Geraldo Vandré)
2. Canto de Ossanha (Baden Powell-Vinicius de Moraes) - 3:38
3. Tristeza (Haroldo Lobo-Niltinho) - 3:47
4. Tristeza que se foi (Adylson Godoy) - 2:47
5. São Salvador, Bahia (Paulo da Cunha) - 3:59
6. Louvação (Gilberto Gil-Torquato Neto) - 3:44
7. Upa Neguinho (Gianfrancesco Guarnieri-Edu Lobo) - 2:18
8. Mascarada (Élton Medeiros-Zé Keti) / Sonho de um carnaval (Chico Buarque) - 2:28
9. Amor até o fim (Gilberto Gil) - 1:59
10. Santuário do morro (Adylson Godoy) - 3:02

## Formazione
- Elis Regina - voce
- Jair Rodrigues - voce

Tracce 1 - 4:
- Luiz Loy Quinteto

Tracce 5 - 10:
- Bossa Jazz Trio
  - Amilson Godoy - pianoforte
  - Jurandir Meirelles - contrabbasso
  - José Roberto Sarsano - batteria